# Bettina von Arnim

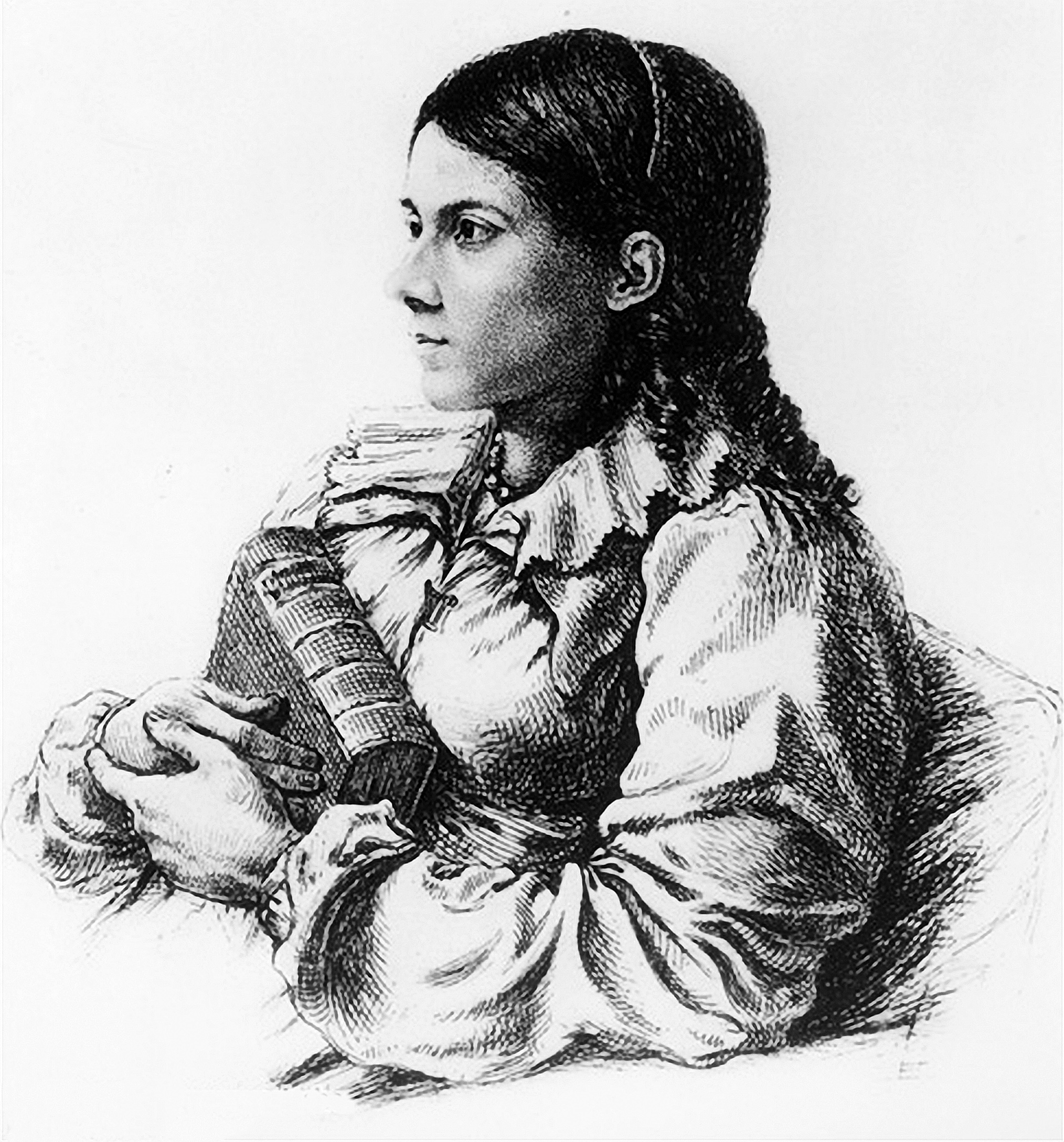
Bettina von Arnim

Bettina Brentano von Arnim (născută Elisabeth Catharina Ludovica Magdalena Brentano) (n. 4 aprilie 1785, Frankfurt pe Main - d. 20 ianuarie 1859, Berlin) a fost prozatoare, cântăreață și artistă germană, sora lui Clemens Brentano și soția lui Achim von Arnim.
A aparținut romantismului german și s-a manifestat pe plan social ca luptătoare pentru emanciparea femeii.

## Opera
- 1835: Jurnal ("Tagebuch");
- 1835: Corespondența lui Goethe cu un copil ("Goethes Briefwechsel mit einem Kinde");
- 1840: "Die Günderode";
- 1840: "Reichsgräfin Gritta von Rattenzuhausbeiuns." (scrisă împreună cu sora ei, Gisela);
- 1842: "Dedié á Spontini";
- 1843: Această carte aparține unui rege ("Dies Buch gehört dem König");
- 1844: Cununa de primăvară a lui Clemens Brentano ("Clemens Brentanos Frühlingskranz, aus Jugendbriefen ihm geflochten, wie er selbst schriftlich verlangte");
- 1847: Ilius Pamphilius și Ambrosia "Ilius Pamphilius und die Ambrosia" (roman epistolar)
- 1848: "An die aufgelöste Preussische National-Versammlung"
- 1848: "Die Polenbroschüre"
- 1852: "Gespräche mit Daemonen. Des Königsbuchs zweiter Teil"